# Gens Múcia
La gens Múcia (en llatí gens Mucia) va ser una gens patrícia romana molt antiga, del començament de la República i que va subsistir fins a temps de l'Imperi, però convertida en gens plebea.
Els únics cognoms utilitzats van ser Corde (Cordus) i Escevola (Scaevola), amb els quals es coneixen tots els membres amb nom Mucius.
Per als personatges sense cognom vegeu: Mucià.